# The Elephant Song
The Elephant Song är en sång skriven av Roger Woddis,  Gregor Frenkel-Frank och Hans van Hemert. Kamahl spelade 1975 in sången, som blev en stor hit. Den blev också en hymn för Världsnaturfonden.
1976 sjöng Pierre Isacsson in en svensk version  Elefantsången. Även Jan Sparring sjöng en andlig version tillsammans med gruppen Norlins på albumet På samma spår 1976. Den hette där Tack för allt du ger.

## Listplaceringar
| Lista (1975)       | Topplacering |
| ------------------ | ------------ |
| Belgien (Flandern) | 1            |
| Nederländerna      | 1            |
| Nya Zeeland        | 38           |

### Fotnoter
1. ↑  Kamahl - our Singing Star Down Under Arkiverad 17 juli 2014 hämtat från the Wayback Machine.
2. ↑  ”På samma spår”. Svensk mediedatabas. 23 juli 1976. https://smdb.kb.se/catalog/id/001887993. Läst 16 juli 2019.
3. ↑  Ultratop
4. ↑  Dutchcharts
5. ↑  ”Charts”. Arkiverad från originalet den 11 mars 2016. https://web.archive.org/web/20160311023442/http://charts.org.nz/showitem.asp?interpret=Kamahl&titel=The+Elephant+Song&cat=s. Läst 2 november 2014.